# Termination Bliss
Termination Bliss är den svenska industrimetal-gruppen  Deathstars andra studioalbum, utgivet den 27 januari 2006.

## Låtförteckning
1. "Tongues" – 3:45
2. "Blitzkrieg"– 4:04
3. "Motherzone" – 4:06
4. "Cyanide" – 3:55
5. "The Greatest Fight on Earth" – 3:53
6. "Play God" – 4:09
7. "Trinity Fields" – 4:22
8. "The Last Ammunition" – 4:07
9. "Virtue to Vice" – 3:42
10. "Death in Vogue" – 4:15
11. "Termination Bliss" – 3:43

### Bonusspår
1. "Termination Bliss (Piano Remix)" – 3:12
2. "Blitzkrieg (Driven on Remix)" – 5:19